# Episodi di The Big C (prima stagione)
La prima stagione della serie televisiva The Big C è stata trasmessa in prima visione negli Stati Uniti d'America dal canale via cavo Showtime dal 16 agosto al 15 novembre 2010.
In Italia la stagione è andata in onda in prima satellitare su Fox Life dal 21 giugno al 6 settembre 2011, mentre in chiaro è stata trasmessa su LA7d dal 10 aprile al 15 maggio 2012.
| nº | Titolo originale                    | Titolo italiano                | Prima TV USA      | Prima TV Italia  |
| -- | ----------------------------------- | ------------------------------ | ----------------- | ---------------- |
| 1  | Pilot                               | Pilot                          | 16 agosto 2010    | 21 giugno 2011   |
| 2  | Summer Time                         | Un'estate insieme              | 23 agosto 2010    | 28 giugno 2011   |
| 3  | There's No C in Team                | Una nuova amicizia             | 30 agosto 2010    | 8 luglio 2011    |
| 4  | Playing the Cancer Car              | La cabriolet                   | 13 settembre 2010 | 12 luglio 2011   |
| 5  | Blue-Eyed Iris                      | Alla scoperta del sesso        | 20 settembre 2010 | 19 luglio 2011   |
| 6  | Taking Lumps                        | La corsa delle vasche da bagno | 27 settembre 2010 | 26 luglio 2011   |
| 7  | Two for the Road                    | Un lungo viaggio               | 4 ottobre 2010    | 2 agosto 2011    |
| 8  | Happy Birthday, Cancer              | Sorpresa                       | 11 ottobre 2010   | 9 agosto 2011    |
| 9  | The Ecstacy and the Agony           | L'ecstasy e l'agonia           | 18 ottobre 2010   | 16 agosto 2011   |
| 10 | Divine Intervention                 | Bugie e verità                 | 25 ottobre 2010   | 23 agosto 2011   |
| 11 | New Beginnings                      | Spero che tu vinca             | 1º novembre 2010  | 30 agosto 2011   |
| 12 | Everything That Rises Must Converge | L'uomo ape                     | 8 novembre 2010   | 6 settembre 2011 |
| 13 | Taking the Plunge                   | Una nuova sfida                | 15 novembre 2010  | 6 settembre 2011 |

## Pilot
- Titolo originale: Pilot
- Diretto da: Bill Condon
- Scritto da: Darlene Hunt

### Trama
Cathy vuole una piscina nel suo minuscolo giardino per insegnare al figlio il tuffo carpiato a banana. Lei ha un cancro, un melanoma al quarto stadio, e dice al dottor Mauer che non vuole iniziare a curarsi subito. Racconta perché ha cacciato il marito: la sera prima aveva intenzione di parlargli del cancro, ma rincasando si è ritrovata la casa piena di uomini che giocavano con i videogiochi mentre il marito ubriaco faceva pipì sul retro. Così si è ritrovata a dirgli che per il momento voleva rimanere da sola. Il dottore insiste perché lo dica a qualcuno. Va per questo dal fratello Sean, un senza tetto ambientalista che vive nel parcheggio di un supermarket mangiando spazzatura. Non riesce a dirlo nemmeno al fratello, finisce per offrirgli dei soldi che si riprende, appena lui minaccia di darli all'Esercito della Salvezza. Cathy esce a cena con il marito, lei desidera essere quella divertente, nella loro coppia è sempre stato lui quello divertente e infantile, e adesso vuole cambiare le cose. Tornata sola a casa, il figlio Adam si finge un ladro spaventandola a morte. Il ragazzo assomiglia al padre in cerca di fare amicizia con Marlene, la vicina di fronte, ma questa non ne è interessata.
Cathy è un'insegnante, tiene dei corsi estivi, ma non ha intenzione di insegnare loro nulla, sa che non è riuscita a farlo prima, vuole solo cercare un nuovo divano, perciò mette su il film “Il Patriota” con Mel Gibson e torna alla sua ricerca. Andrea arriva in ritardo a lezione, sicura che non si sarebbe persa molto, così Cathy le dice che non può essere cattiva e grassa allo stesso tempo, le persone grasse sono allegre perché compensano il grasso, che è respingente, con l'allegria, che invece attira gli altri.
A casa Cathy prepara il chili, il figlio taglia le carote ma le fa un altro scherzo atroce, facendo finta di essersi tagliato un dito. La polizia è chiamata da Marlene, non ha i permessi e i lavori devono essere interrotti. Cathy va da Marlene, lamentandosi di aver agito alle sue spalle. Cathy trovailmaito a casa e decide di dirgli del cancro ma lui fraintende e pensa che lei abbia una storia con il dottore.
L'indomani il dottore Mauer le confessa che lei è la prima paziente che assiste da solo, lei apprezza che sia stato professionale, pratico e dettagliato.
A scuola vede Andrea e per darle una motivazione a dimagrire, le darà 100 dollari per ogni chilo che perderà. Andrea accetta.
Marlene decide di fare amicizia con Cathy.
Appena entra in casa, Adam non trova la madre, la cerca in bagno e la trova nella vasca con i polsi tagliati, ma è solo uno scherzo della madre. Lei gli dice che ha lasciato il marito perché ha scelto di crescere un solo bambino e vuole educarlo bene perché un giorno non ci sarà più. 
- Ascolti USA: telespettatori 1.154.000[2]

## Un'estate insieme
- Titolo originale: Summer Time
- Diretto da: Michael Engler
- Scritto da: Darlene Hunt

### Trama
Adam dissemina ovunque i vestiti, Cathy sa che è stata una cattiva insegnante in questo, rovinando contemporaneamente la vita della futura moglie di Adam, perciò fa un mucchio dei suoi vestiti e li getta nella buca della piscina bruciandoli insieme al divano che ha sempre odiato. Lui è contento di andare l'indomani al campo estivo. Marlene si lamenta perché lo sta facendo senza permesso e Cathy, le dice che grazie a lei deve aspettare tre mesi per iniziare i lavori per la piscina, che sarà di questo passo pronta per Natale. Andrea non ha perso un chilo, Cathy le dà allora dei consigli come camminare spesso. Parlando di bikini e prova costume, Andrea le parla di Naked Nancy, una donna tutta nuda che prende il sole nel suo giardino, che è possibile vedere dal tetto della scuola. Salita sul tetto, Cathy trova pure un collega che si masturba. 
Cathy va dal dottor Miller e gli chiede quanto tempo le resta, lui non vuole sbilanciarsi, ma è probabile che le rimanga circa un anno e mezzo. Vuole un'altra settimana prima di iniziare a parlare di cure, perché sa che non c'è una cura davvero efficace. Gli parla della donna che prende il sole nuda e alla fine gli chiede un parere obiettivo sul suo seno, mettendolo in grande imbarazzo; alla fine lui le dice che il suo seno è tra i più belli che abbia mai visto. A casa trova una sua foto in costume e nota che non era così male. Paul arriva e lei gli ripete che non ha una relazione e il dottore era solo il dermatologo, lui allora non capisce perché non vive in casa, lei gli fa notare che non chiude mai i pensili, è stanca di ripeterglielo e di chiuderle gli sportelli al posto suo, lui propone allora terapia di coppia, e Cathy accetta.
Cathy porta dei vestiti del figlio al fratello Sean, e poi vede Andrea che cammina, come lei gli ha consigliato ma mangia patatine. 
Tornata a casa, dopo aver chiuso i pensili per l'ennesima volta, messo a posto i vestiti del figlio lasciati in giro, si rende conto che il figlio starà via troppo a lungo per il campo estivo, e quindi lo fa restare a casa, deve lavorare su di lui prima che sia troppo tardi, vuole fare con lui cose divertenti, ma il ragazzo si ribella. 
Dalla terapista di coppia, Paul vuole discutere sull'improvviso cambio di idea sul campo estivo di Adam, poi confessa che ha sempre saputo che un giorno Cathy lo avrebbe lasciato, inizia a blaterare e lei intanto pensa a tutt'altro, poi si alza senza una parola ed esce. 
Cathy porta a casa delle pistole di paintball, ma al figlio ci piace giocarci con gli amici, non certo correre in giardino con la madre.
Cathy porta un latte macchiato a Marlene, la vede sorridere felice nella foto del giorno del matrimonio, poi le tocca le rughe del viso che a lei non verranno mai così profonde a causa del cancro. Marlene si sveglia e si spaventa molto, cacciandola di casa.
Va fuori a prendere il sole nuda, così la trova Paul, lei si ricorda che in Francia non aveva voluto mettersi nuda nella spiaggia nudista in cui si trovava, vedendo le foto, ha visto che era carina ma non se ne rendeva conto, lei vorrebbe copulare lì nel retro della casa, il marito fraintende e lei allora decide di andare a prendere il figlio. Paul le dice che è appena partito con il bus per il campo estivo. Lei prende a bordo Andrea e insieme, con l'aiuto della pistola per il paintball, riescono a fermare il bus e far scendere Adam. 
Cathy torna dal fratello, gli chiede se qualcuno dei suoi amici diceva che lei era carina, ma lui finisce per prenderla in giro. A casa è felice di avere almeno l'estate con il figlio prima di iniziare le cure, poi decide di dormire a terra nella stessa stanza di Adam.
- Ascolti USA: telespettatori 1.069.000 – share 1%[3]

## Una nuova amicizia
- Titolo originale: There's No C in Team
- Diretto da: Michael Engler
- Scritto da: Jenny Bicks

### Trama
Cathy cerca il tandem per usarlo con il figlio che rifiuta decisamente. Paul prova ancora a tornare a casa ma inutilmente. Cathy prova a usare il tandem da sola e va da Sean a proporgli il tandem, ma anche lui, come Adam, rifiuta. Cathy va a prendere il gelato da sola e decide di andare a un incontro di supporto per malati di cancro in cerca di amici; parla con Leon, lei gli confessa che non ha detto a nessuno di avere il cancro perché crede che nessuno dei suoi familiari possa affrontarlo. Leon nota che lei sembra triste, nessuno deve affrontare questo da sola, così lei decide di andare via. Leon va a trovarla a casa con un'altra persona, hanno creato per lei il Team Cathy, le portano un timballo enorme perché l'alimentazione è importante nella sua lotta al cancro. Sono riusciti a trovarla grazie all'elenco telefonico, si prenderanno cura di lei, anche se lei non vuole. Cathy invita il fratello a cena, lui inizia a chiedersi il perché di questi frequenti inviti, poi arriva Daphne, la sua donna, cosa che meraviglia Cathy. Il Team Cathy, del gruppo di supporto, le lascia altri regali. Usa il tandem con Andrea, invita anche lei a cena. Anche in mezzo a delle persone, Cathy si sente sola. Il Team Cathy parte di nuovo all'attacco e insiste perché lei venga alle riunioni, le vedono le sigarette, lei sa che sta morendo e intende tenersi qualche piccolo piacere, alla fine dice loro che il cancro non è un dono o un lasciapassare per una vita migliore come dicono al gruppo di supporto ma il motivo per cui non vivrà la sua vita, per cui non vedrà il figlio sposarsi e avere da lui nipoti. Si vive, nasce e si muore da soli, ma per Leon deve avere qualcuno accanto quando succede. A casa, Cathy trova il soggiorno trasformato in una spiaggia dal marito che così vuole ricordare le vacanze di primavera dell'ultimo anno delle superiori, quando lui le ha proposto di sposarlo, ma lei adesso si sente diversa dalla ragazza che gli ha detto sì, lei lo lascia lì solo e investe Thomas, il cane di Marlene, lo porta in ospedale, dove Marlene arriva e le chiede che tipo di cancro abbia, i cani sentono l'odore e per questo che Thomas la segue ovunque. La invita a casa e si siedono nella spiaggia in salotto creata da Paul. Alla fine Cathy ha trovato un'amica con la quale parlare.
- Ascolti USA: telespettatori 875.000 – share 1%[4]

## La cabriolet
- Titolo originale: Playing the Cancer Car
- Diretto da: Craig Zisk
- Scritto da: Mark Kunerth

### Trama
Cathy decide di prelevare il suo fondo pensione e spenderlo. Va a prendere il figlio e vede così il marito Paul giocare a rugby, tenta di convincerlo a desistere; qui incontra anche Tina, da sempre amante del rugby e di chi ci gioca. Cathy inizia a spendere i suoi soldi, si beve con Marlene una bottiglia di champagne da 450 dollari, compra una decappottabile. Sean ha un dente da curare, dice di non voler andare dal dentista per non entrare di nuovo nel sistema ma Cathy sa che in realtà lui ha paura. Cathy incontra il dottor Mauer che le dice che tutto sembra stabile dalle analisi. Cathy scopre che lui deve incontrare l'agente immobiliare per cercare una casa, e gli chiede di accompagnarlo. Adam prova a togliere il dente a Sean, ma finisce per peggiorare le cose. Cathy vede la casa che il dottor Mauer vuole comprare, è molto grande e Cathy ironizza sul fatto che è la casa costruita dal cancro. Lei si diverte a girare per casa fingendosi la fidanzata del dottore. 
La polizia porta a casa Adam, Marlene s'informa su cosa abbia combinato: ha tentato di rubare dei videogiochi, è il suo primo reato e il negozio non vuole sporgere denuncia, ma la prossima volta non sarà così fortunato. Marlene si finge la nonna per farsi affidare Adam a cui propone un patto: non lo dirà ai genitori se s'impegnerà a mettere a posto il suo giardino, lo pagherà, lui si terrà occupato e così potrà comprare il gioco che intendeva rubare, lui lo farà, altrimenti chiamerà di nuovo i poliziotti dicendo che l'ha picchiata. Sean va a inveire contro Paul per farsi picchiare, e così il pugno ricevuto risolve i suoi problemi dentistici.
Cathy ringrazia Todd per la bella giornata, poi gli confessa che il suo obiettivo è impegnarsi con il figlio, sa che al momento passa una fase negativa, ma le persone cambiano quando nella loro vita succede qualcosa di grosso, Cathy gli consiglia di comprare la casa e riempirla di cose e bambini, lui deve vedere cosa ne pensa Julie, la sua ragazza. Tina flirta con Paul. Marlene compra un acquario e un pesce tropicale, la passione del suo defunto marito. Cathy mette sul parabrezza della macchina un biglietto in cui augura al figlio buon diciottesimo compleanno, poi taglia “diciottesimo” e mette “trentesimo”. Lascia la macchina in un box, e quando esce, inizia a piovere e lei s'incammina sotto la pioggia. 
- Ascolti USA: telespettatori 874.000 – share 1%[5]

## Alla scoperta del sesso
- Titolo originale: Blue-Eyed Iris
- Diretto da: Craig Zisk
- Scritto da: Cara DiPaolo

### Trama
Cathy va al mercato dei fiori e decide di comprare degli iris blu, chiede al figlio di aiutarla, va nella sua camera e lo sorprende a guardare un porno. Cathy commenta il video con grande imbarazzo del figlio, poi finiscono per litigare. Cathy parla del fatto al marito, che spiega che così ha segnato a vita il figlio quattordicenne. Paul crede che certe donne amino essere considerare sexy, e sa che non è nella natura di Cathy stare al centro dell'attenzione ed essere ammirata. Per Paul funzionano come coppia perché sono agli antipodi da questo punto di vista. Cathy ammira i suoi iris in giardino quando arriva Sean, che vuole che lei gli presti degli abiti di Paul per andare in Comune a impedire la demolizione di un edificio che ha occupato. Cathy regala dei preservativi al figlio, lei sa che anche se non l'ha ancora fatto, presto potrà iniziare e vuole che lui vada da lei se ha delle domande in proposito. Gli dà altri consigli ma questa volta lui l'ascolta con interesse. A scuola Andrea nota Lenny, che sta pitturando la parete del corridoio e si muove a tempo di musica. Cathy arriva e la manda in classe. Cathy si ferma a parlare un po' con l'uomo che si mostra galante e le apre pure la porta. Marlene vede Sean in casa di Cathy e va con la pistola a cacciarlo via, lui non ha documenti per dimostrare di essere il fratello di Cathy ma gliela descrive così bene che Marlene si convince della sua identità, lui non si definisce un senza tetto ma un uomo che ha deciso di vivere fuori dagli schemi. Marlene vede che il vestito di Paul gli sta male e allora lo abbraccia per vedere la sua taglia e così gli regala un vestito del marito. 
Cathy garantisce una A ai suoi alunni che leggeranno una brochure e scriveranno sul perché una gravidanza adolescenziale sia una pessima idea. Lenny vuole togliere una crepa dal muro della classe di Cathy e poi le fa i complimenti su come le sta la gonna. Mentre i ragazzi fanno il compito, lei cerca video porno. Andrea le dice che ha perso molti chili, è molto motivata dal voler fare buona impressione a Lenny, poi consiglia alla professoressa di togliere gli occhiali perché dai riflessi, si vede cosa stava guardando. Cathy va a farsi una ceretta brasiliana e così si sente attraente. Cathy trova la crepa riparata, si toglie le mutandine e apre le gambe verso Lenny.
Sean prova ad andare in comune ma non lo ricevono e lui si arrabbia. Paul si è fatto male a un occhio e non può giocare a rugby, Tina esce con lui, mentre Cathy copula con Lenny in classe. 
- Ascolti USA: telespettatori 709.000 – share 1%[6]

## La corsa delle vasche da bagno
- Titolo originale: Taking Lumps
- Diretto da: Alan Poul
- Scritto da: Toni Kalem

### Trama
Cathy dice ai suoi studenti che il miglior modo, per imparare la storia, è con l'uso delle videocassette, perciò fa loro vedere “Attrazione Fatale”, mentre lei va a fare fotocopie, cioè a incontrarsi con Lenny, che toccandola le trova una piccola protuberanza. Cathy va dal dottor Mauer che le diagnostica una metastasi che lei vuole togliere, poi chiede a Marlene di accompagnarla. Trova il fratello in casa che cerca del nastro per fasciarsi le costole: l'hanno pestato per prendergli il sacco a pelo, lei gli chiede di rimanere da lei per curarlo e lui accetta solo se potrà dormire in giardino. Lascia Lenny. Chiede al figlio di partecipare a una corsa di beneficenza con le vasche da bagno, Adam chiama il padre per parteciparvi. Cathy vede come Paul sia un buon padre e vuole ricostruire la sua famiglia. Il giorno della gara, vince la squadra Jamison e dopo fanno una festa. Andrea rovina il murale di Lenny usando una bomboletta spray perché ha capito che Cathy ha avuto una relazione con lui. Cathy sta per confessare di essere malata al marito, ma lui le dice che Tina gli ha fatto una sega; Adam vede la madre arrabbiata e si sfoga con Andrea che non ha il coraggio di dirgli della relazione della madre con Lenny. Cathy fa l'operazione ma Marlene ha dimenticato di andare a prenderla perché sono iniziati i sintomi dell'Alzheimer. Per questo lei chiede l'aiuto di Lenny che va a prenderla. 
- Ascolti USA: telespettatori 728.000 – share 1%[7]

## Un lungo viaggio
- Titolo originale: Two for the Road
- Diretto da: Alan Poul
- Scritto da: Hilly Hicks, Jr.

### Trama
Marlene per farsi perdonare di aver dimenticato l'intervento di Cathy, le medica la ferita. Cathy scopre che Marlene ha due figlie, una sposata e una lesbica che chiamano solo una volta al mese. Questa scoperta spinge Cathy a cercare il padre, che abita lontano, l'accompagna Sean che ha dei conti in sospeso a casa, cioè deve sotterrare la sua capsula del tempo. Mentre è in auto, Lenny le manda un messaggio romantico che la fa sorridere; questi messaggi arriveranno spesso durante il viaggio, e Sean lo nota. Paul va a occuparsi del figlio, ma non in modo responsabile, gioca con lui ai videogiochi e poi lo fa bere. Cathy dice al fratello che ha sempre cercato di attirare l'attenzione del padre cercando di essere perfetta, mentre Sean recitava il ruolo del giovane delinquente. Paul rivede il video del matrimonio e si chiede come ha fatto a rovinare tutto, si ubriaca e si addormenta, Adam ne approfitta per bere superalcolici. Sean si ferma per cercare cibo in un cassonetto, trova merendine ancora sigillate e altro con cui mette insieme il pranzo per sé e la sorella. Sean nota che il padre ha sempre fatto in modo che nessuno potesse godersi qualcosa, ha tradito la moglie in fin di vita, si chiede come si possa tradire quando si ha qualcuno che lo ami. Marlene trova Adam in giardino che vomita. Mentre Cathy è a fare pipì, Sean legge un messaggio inequivocabile di Lenny, e chiede spiegazioni alla sorella sulla sua relazione, poi riprendono il viaggio, senza parlare fino all'arrivo. Marlene si occupa di Adam, poi va da Paul, gli dice che deve essere un padre a tempo pieno, deve pulire e occuparsi del ragazzo. Il padre di Cathy vuole vedere la partita, non parlare con la figlia. Lei però gli racconta comunque di essersi separata dal marito. Il padre pensa che non potrà trovare un uomo migliore di Paul e deve ripensarci, deve pensare alla sua vecchiaia. Cathy pensa che potrebbe essere l'ultima volta che lo vede, vorrebbe che lui si dimostrasse felice di vederla e triste quando va via, ha una bella famiglia che nemmeno conosce: ad esempio Sean è affettuoso e onesto. Cathy è venuta dal padre per dirgli che gli vuole bene, ma che è un coglione. Cathy prende le ceneri della madre e va via con Sean. Cathy getta le ceneri nel Mississippi per far loro raggiungere New Orleans, che la madre desiderava molto visitare. Decide di dire a Sean del cancro. Sean dice che, solo ora, aveva cominciato a rendersi conto che lei è l'unica cosa che ha al mondo. Appena lo vede piangere, Cathy decide di far passare la sua confessione per uno scherzo. 
- Ascolti USA: telespettatori 624.000 – share 1%[8]

## Sorpresa
- Titolo originale: Happy Birthday, Cancer
- Diretto da: Tricia Brock
- Scritto da: Darlene Hunt

### Trama
Cathy compie quarantatré anni, si compra una torta nuziale, la sua preferita, perché probabilmente è il suo ultimo compleanno. Lenny le regala un foulard e la invita alle Bahamas, dove lui deve andare, per essere presente alla mostra di un amico, lei accetta di partire. A casa l'aspetta una festa a sorpresa, organizzata da Paul. Alla festa è presente Rebecca, una sua amica dei tempi del college, avevano litigato perché Rebecca non è andata al matrimonio di Cathy, di cui doveva essere la damigella d'onore, perché aveva conosciuto un ragazzo ed era andata al campeggio con lui. Ormai sono passati quindici anni e Cathy dice che ormai non fa più male. Cathy vuole disdire il viaggio alle Bahamas ma Lenny viene a prenderla e le dice che la festa non durerà molto e forse riuscirà a partire con lui. Sean vede una carezza fattale da Lenny e capisce che è lui il suo amante. Paul finisce per confidarsi con Lenny mentre Rebecca e Cathy ricordano i vecchi tempi. Lenny dice a Cathy che non sa perché il suo matrimonio non abbia funzionato, ma lei deve prendersi un po' di tempo per decidere se lui sia la persona giusta con cui stare, perciò partirà da solo. Cathy, al momento di tagliare la torta, ringrazia il marito per la festa e dice che in questo momento è felice come lo era ai tempi del college, quando con Rebecca faceva stupidaggini. Adam si accorge che Marlene è in giardino in stato confusionale e la riporta a casa. Cathy saluta tutti. Paul è arrabbiato perché lei ha detto di non essere felice dai tempi del college, cioè da quando sta con lui. Cathy vede il fratello copulare con Rebecca nel ripostiglio. Cathy decide di partire con Lenny.
- Ascolti USA: telespettatori 741.000 – share 1%[9]

## L'ecstasy e l'agonia
- Titolo originale: The Ecstacy and the Agony
- Diretto da: Tricia Brock
- Scritto da: Jenny Bicks (soggetto) e Hilly Hicks, Jr. (sceneggiatura)

### Trama
Cathy racconta a Marlene che Paul vuole il divorzio perché lei l'ha tradito, subito Marlene le dà uno schiaffo perché, avere il cancro, non le dà il diritto di essere una rovina famiglie, così si fa male da sola. Rebecca va a trovare Cathy, ma finiscono per litigare. Andrea vuole lasciare il corso di Cathy, è delusa da lei e non le importa più di diplomarsi l'anno venturo. Paul incontra Tina in un bar, le racconta del divorzio, più tardi finiscono a letto. Rebecca è di malumore per l'incontro con Cathy, non vuole copulare con Sean ma parlare, le differenze tra loro sono enormi in ogni campo che non sia il sesso. Cathy va a cercare Andrea, che non vive in un ghetto come le voleva far credere: la madre non è una tossica, il padre è vivo, non è stato ucciso in una rapina in un negozio di liquori, ha cinque fratelli. Cathy raggiunge Andrea alle prove del coro della chiesa, tenta di convincerla a non lasciare la scuola. Sean va a scuola dalla sorella a lamentarsi del fatto che Rebecca si astiene dal sesso per salvare la loro amicizia ma Cathy gli dice di non preoccuparsi perché Rebecca non sa resistere molto senza sesso. Cathy parla di religione con Marlene che va a messa ogni domenica e prega tutti i giorni. Cathy si chiede se un dio esiste e possa darle la pace. Domenica, Cathy va in chiesa e chiede alla comunità di pregare per lei perché ha mentito, ha tradito il marito, chiede il perdono di Andrea, sa di averla ferita, chiede di credere in Dio, spera che possa esserci qualcuno dall'altra parte che terrà la luce accesa quando arriverà lì. Andrea assicura a Cathy che tornerà a scuola. Cathy trova Rebecca a casa, decide di essere migliore e ricominciare a frequentarla. Cathy va a trovare Paul, anche se è in compagnia di Tina, gli dice del cancro. 
- Ascolti USA: telespettatori 607.000 – share 1%[10]

## Bugie e verità
- Titolo originale: Divine Intervention
- Diretto da: Michael Lehmann
- Scritto da: Mark Kunerth

## Spero che tu vinca
- Titolo originale: New Beginnings
- Diretto da: Michael Lehmann
- Scritto da: Cara DiPaolo

### Trama
Paul vuole che Cathy si curi, è preoccupato anche per quando dovranno dirlo al figlio, Cathy vuole aspettare fino a quando non si vedrà che è malata ma Paul non sa se potrà resistere. Poco dopo, infatti, fa scendere il ragazzo dalla macchina perché sta per dirgli del cancro della madre. Rebecca viene a lavorare a Minneapolis, e Sean gli dice che, se vuole trasferirsi, non lo deve fare per lui, cosa che irrita Rebecca, che lo caccia. Marlene ha dei buoni per mangiare gratis al buffet di un nuovo locale, invita Rebecca e Cathy: è uno strip club per donne. Adam deve prendere il bus e incontra Mia, una ragazza che come lui ha dei genitori che si sono separati; secondo la sua esperienza, se i genitori si sono separati, non torneranno più insieme, qualunque cosa farà non si accorgeranno più di lui, perché troppo presi dalla loro nuova vita. Mia si è fatta un tatuaggio e i suoi genitori non se ne sono ancora accorti; gli fa un disegno sul braccio ed è sicura che i suoi genitori non lo noteranno nemmeno. Paul vuole parlare con Cheryl, una donna che lavora nel suo stesso ufficio, che ha avuto il marito malato di cancro. Cheryl lo evita finché può, poi, messa alle strette, gli confessa come sia penoso dover vedere la persona che si ama andarsene a poco a poco e non poter far nulla per intervenire, mostrarsi allegri e fare finta di nulla, fino a pregare che muoia per uscire da quell'inferno, cosa che per lei è successo il mese scorso; Cheryl si scusa per non poter far nulla per aiutarlo a stare meglio. Al locale, Cathy trova una chiave in cui apre una scatola in cui c'è uno spogliarellista vestito da ufficiale che balla per lei. Cathy sta per andare a letto e vede Marlene cercare la borsa in giardino e non riconoscere Cathy, che rimane con lei tutta la notte. Al mattino Marlene le rivela di avere l'Alzheimer. Paul torna a casa. Cathy va dal dottor Mauer e, come la sera prima in cui ha vinto qualcosa nonostante avesse poche probabilità, gli dice che potrebbe vincere il cancro, vuole provare a curarsi, un tempo era ottimista e vuole esserlo ancora
- Ascolti USA: telespettatori 966.000 – share 1%[11]

## L'uomo ape
- Titolo originale: Everything That Rises Must Converge
- Diretto da: Michael Engler
- Scritto da: Jenny Bicks

### Trama
Paul si affanna a pulire e cercare modi per mettere Cathy di buon umore, ma dorme ancora su un divano. Cathy andrà in Canada con il dottor Todd Mauer, il suo oncologo, per un trattamento con le api. Cathy chiede ai suoi alunni di scrivere una lettera di ringraziamento per qualcuno. Quando torna a casa, trova ancora Paul che si occupa della casa, ha fatto il bucato e ha stirato. Il figlio riceve degli sms; da come ride, Cathy capisce che Adam scambia messaggi con una ragazza. Adam dimentica il cellulare e Cathy lo prende per scoprire chi è la ragazza, si tratta di Mia, che Adam ha conosciuto alla fermata del bus. Cathy le lascia un messaggio vocale in cui le chiede di aiutare Adam a dirle che gli piace perché è timido, di non farlo sentire in colpa se non riuscirà a guadagnare quanto lei e di non osare spezzargli il cuore. Cathy parte con il dottor Mauer, che è scettico riguardo al trattamento, poi parlano d'altro e lui le dice che ha fatto la proposta a Julie, ma lei vuole del tempo per pensarci; Cathy non capisce l'esitazione della ragazza, Todd è un ottimo partito, bello, divertente e intelligente. Sean va a prendere un libro da Marlene, non vuole andare in biblioteca perché c'è bisogno di una tessera identificativa, poi dà dei consigli al nipote sulle ragazze. Quando arrivano a destinazione, Cathy non trova il posto come si aspettava, non è igienico per Todd, che vuole anche vedere la laurea dell'Uomo delle Api, che ovviamente non ne ha una. Mia bacia Adam, sapendo che è troppo timido perché prenda l'iniziativa. Dopo il trattamento, Cathy va con Todd in un bar, lei decide di farsi leggere i tarocchi, non ha certo paura di sentirsi dire cose brutte: le carte rivelano che qualcuno vicino a lei morirà, lei ne ride ma Todd non la prende bene perché non vuole che lei ci scherzi su in questo modo. Marlene a causa dell'Alzheimer non riconosce Adam e gli punta la pistola addosso per farlo andare via. Todd confessa a Cathy che ci tiene a lei, non solo perché è la sua prima paziente, la bacia ma Cathy gli dice che deve scegliere una donna che continuerà a vivere. Paul va da Marlene a cercare la pistola, ma lei dice di non ricordarsi dove l'ha messa. Marlene scrive a Cathy una lettera di ringraziamento per esserle stata amica, è stata quasi una famiglia per lei, le chiede di lasciarsi aiutare da tutte le persone che l'amano, non deve rovinare ciò che le rimane, poi si spara. Ad accogliere Cathy, di ritorno dal Canada, ci sono Sean, Adam e Paul che le comunicano la notizia. Marlene gli lascia Thomas. Lei compone un albero pieno d'immagini sul tetto sopra il letto. Va a dormire con il marito sul nuovo divano. 
- Ascolti USA: telespettatori 800.000 – share 1%[12]

## Una nuova sfida
- Titolo originale: Taking the Plunge
- Diretto da: Michael Engler
- Scritto da: Darlene Hunt

### Trama
Cathy è al funerale di Marlene che lei stessa si è organizzata, Cathy lo trova bellissimo e pensa di doverlo fare anche lei. È presente anche Adam, cui non sembra importare nulla, pensa solo ad andare al cinema. Cathy si preoccupa del fatto che Adam non sembra scosso. Marlene ha voluto che il funerale fosse quasi un evento mondano: ci sono anche gratta e vinci che rendono la gente felice e suonatori di polka. Sean è presente al funerale, scappa quando vede Rebecca. Marlene lascia la casa a Cathy che però non vuole accettarla e lascia che le figlie di Marlene la prendano. L'indomani a Cathy arriva per posta il permesso di fare la piscina ma l'estate finisce l'indomani e la ditta delle piscine è impegnata in altri lavori. Rebecca è incinta di Sean, dopo i quaranta è stata pigra con la pillola, voleva solo farglielo sapere, non pretende nulla da lui. Il trattamento delle api non ha portato a nessun cambiamento rilevante nelle lastre, possono fare un trattamento subito, l'interleuchina, ma ha molti effetti collaterali, inoltre Cathy potrebbe morire durante il trattamento. Cathy vuole aspettare un trattamento sperimentale tra sei mesi a Boston. Le figlie di Marlene vogliono demolire la casa e vendere il terreno. Cathy è felice di diventare zia, Sean non sa cosa fare. I Jamison vedono un film: mentre Cathy e Paul piangono per il finale de “Il Richiamo della Foresta”, Adam non versa una lacrima. Dopo aver gettato l'acquario con i pesci, le figlie di Marlene portano Thomas al canile, per questo Cathy le manda fuori da casa, è sua e può farlo. Cathy vuole provare l'interleuchina perché ha molti motivi per lottare. Sean fa una doccia perché deve parlare con Rebecca che, a causa della gravidanza, vomita facilmente, e non sopporta il suo odore da barbone. Cathy regala al fratello la casa di Marlene, lo sfida a restare se stesso e prendersi cura del bambino. Cathy e Paul dicono ad Adam del cancro e del trattamento, ma il ragazzo non sembra turbato. Cathy guarda sconsolata il buco della piscina che non ha potuto completare, l'indomani deve andare in ospedale. Sean dice a Rebecca che non crescerà e rovinerà il bambino da sola, ora possiede una casa, lei riesce solo a dire che adesso ha un buon profumo. Sean passa la notte nella sua nuova casa, ma per prendere sonno deve andare in giardino. Adam cerca soldi nella borsa della madre e ci trova una busta sigillata da aprire dopo la sua morte, lui l'apre lo stesso e ci trova la chiave del magazzino, dove lei ha messo tutti i regali futuri per il figlio. Adam va al magazzino e, resosi conto di quello che sta accadendo, piange. Cathy è in ospedale, ha iniziato il trattamento con Paul accanto, lei sogna la sua piscina e vede Marlene ballare la polka.
- Ascolti USA: telespettatori 957.000 – share 1%[13]